# 孝太郎&ちさ子 プラチナファミリー 華麗なる一家をのぞき見
『孝太郎＆ちさ子 プラチナファミリー 華麗なる一家をのぞき見』（こうたろう アンド ちさこ プラチナファミリー かれいなるいっかをのぞきみ）は、テレビ朝日系列で2025年4月15日から毎週火曜日の19:00 - 20:00（JST）に放送されている小泉孝太郎と高嶋ちさ子の冠番組。